# 11. SS-tankovska armada
Za druge 11. armade glejte 11. armada.
11. SS-tankovska armada (nemško 11. SS-Panzer-Armee; tudi Armeegruppe Steiner in Armee-Abteilung Steiner) je bila tankovska armada v sestavi Waffen-SS med drugo svetovno vojno.

## Vojna služba
| Datum                | Nadrejeno poveljstvo     | Področje (vir) |
| februar - april 1945 | Armadna skupina Weichsel | Vzhodna fronta |
| april - maj 1945     | Oberbefehlshaber West    | Zahodna fronta |

## Organizacija
12. april 1945
- LXVII. Armeekorps
- XI. Armeekorps

## Poveljstvo
Poveljnik
- SS-Obergruppenführer Felix Steiner (26. januar - 8. maj 1945)

Načelnik štaba
- Polkovnik Fritz Estor (5. februar 1945 - 8. maj 1945)